# Despoina (vårtbitare)
Despoina är ett släkte av insekter. Despoina ingår i familjen vårtbitare.
Kladogram enligt Catalogue of Life:
| Despoina | \| \| Despoina spinosa \| \| \| \| \| \| Despoina superba \| \| \| \| |
|          | \| \| Despoina spinosa \| \| \| \| \| \| Despoina superba \| \| \| \| |
|          | Despoina spinosa                                                      |
|          |                                                                       |
|          | Despoina superba                                                      |
|          |                                                                       |